# Aleksandr Matcheret
Aleksandr Veniamovitch Matcheret (russe : Алекса́ндр Вениами́нович Мачере́т), né le 28 décembre 1896 à Bakou (Empire russe) et mort le 12 septembre 1979 à Moscou (Union soviétique), est un réalisateur et scénariste soviétique.

## Filmographie

### Réalisation
- 1932 : Des affaires et des gens (Дела и люди)
- 1934 : La Vie privée de Piotr Vinogradov (Частная жизнь Петра Виноградова)[2],[3]
- 1936 : La patrie appelle (ru) (Родина зовет)
- 1938 : Les Soldats des marais (ru) (Болотные солдаты)[4]
- 1939 : La Faute de l'ingénieur Kotchine (ru) (Ошибка инженера Кочина)
- 1941 : Le Porcher (Свинопас) — moyen métrage
- 1941 : Nouvelles cinématographiques en couleur (ru) (Цветные киноновеллы)
- 1942 : Les Araignées (Пауки) — épisode 11 de Boïevom kinosbornike (Боевой киносборник), une collection de films pour les forces armées[5]
- 1944 : Je suis un marin de la mer Noire (ru) (Я - черноморец)
- 1948 : Les Pages de la vie (ru) (Страницы жизни)